# Paramiopsalis
Paramiopsalis is een geslacht van hooiwagens uit de familie Sironidae.
De wetenschappelijke naam Paramiopsalis is voor het eerst geldig gepubliceerd door Juberthie in 1962. 

## Soorten
Paramiopsalis is monotypisch en omvat slechts de volgende soort:
- Paramiopsalis ramulosus